# Campionati del mondo di atletica leggera 2022 - Marcia 20 km femminile
La specialità della marcia 20 km femminile dei campionati del mondo di atletica leggera 2022 si è svolta tra il 15 e il 16 luglio a Eugene, negli Stati Uniti d'America.

## Podio
| Pos.    | Atleta             | Nazionalità | Tempo    |
| ------- | ------------------ | ----------- | -------- |
| Oro     | Kimberly García    | Perù        | 1h26'58" |
| Argento | Katarzyna Zdziebło | Polonia     | 1h27'31" |
| Bronzo  | Qieyang Shijie     | Cina        | 1h27'56" |

## Situazione pre-gara

### Record
Prima di questa competizione, il record del mondo (RM) e il record dei campionati (RC) erano i seguenti.
| Record                | Prestazione | Atleta                   | Data                              | Competizione  |
| --------------------- | ----------- | ------------------------ | --------------------------------- | ------------- |
| Record mondiale       | 1h23'49"    | Yang Jiayu Cina          | 20 marzo 2015 Huangshan, Cina     |               |
| Record dei campionati | 1h25'41"    | Olimpiada Ivanova Russia | 7 agosto 2005 Helsinki, Finlandia | Mondiali 2005 |

### Campionesse in carica
Le campionesse in carica, a livello mondiale e olimpico, erano:
| Campionesse | Atleta                     | Prestazione | Data                            | Competizione                 |
| ----------- | -------------------------- | ----------- | ------------------------------- | ---------------------------- |
| Olimpico    | Antonella Palmisano Italia | 1h29'12"    | 6 agosto 2021 Sapporo, Giappone | Giochi della XXXII Olimpiade |
| Mondiale    | Liu Hong Cina              | 1h26'18"    | 30 settembre 2019 Doha, Qatar   | Mondiali 2019                |

## Risultati
La gara si è svolta il 15 luglio alle 13:10.
| Pos.    | Atleta                 | Nazionalità | Tempo    | Note                                     |
| ------- | ---------------------- | ----------- | -------- | ---------------------------------------- |
| Oro     | Kimberly García        | Perù        | 1h26'58" | Record nazionale                         |
| Argento | Katarzyna Zdziebło     | Polonia     | 1h27'31" | Record nazionale                         |
| Bronzo  | Qieyang Shijie         | Cina        | 1h27'56" |                                          |
| 4       | Jemima Montag          | Australia   | 1h28'17" | ~                                        |
| 5       | Liu Hong               | Cina        | 1h29'00" | ~                                        |
| 6       | Nanako Fujii           | Giappone    | 1h29'01" | Miglior prestazione personale stagionale |
| 7       | Alegna González        | Messico     | 1h29'40" | Miglior prestazione personale stagionale |
| 8       | Valentina Trapletti    | Italia      | 1h29'54" | ~                                        |
| 9       | Ana Cabecinha          | Portogallo  | 1h30'29" | >                                        |
| 10      | Ma Zhenxia             | Cina        | 1h30'39" | ~                                        |
| 11      | Olena Sobchuk          | Ucraina     | 1h31'19" |                                          |
| 12      | Ljudmyla Oljanovs'ka   | Ucraina     | 1h31'42" | Miglior prestazione personale stagionale |
| 13      | Wu Quanming            | Cina        | 1h31'44" | ~                                        |
| 14      | Kumiko Okada           | Giappone    | 1h31'53" |                                          |
| 15      | Saskia Feige           | Germania    | 1h32'12" | ~                                        |
| 16      | Noelia Vargas          | Costa Rica  | 1h32'36" | >                                        |
| 17      | Viviane Lyra           | Brasile     | 1h33'11" | ~                                        |
| 18      | Meryem Bekmez          | Turchia     | 1h33'27" | >                                        |
| 19      | Glenda Morejón         | Ecuador     | 1h34'27" |                                          |
| 20      | Rebecca Henderson      | Australia   | 1h34'38" |                                          |
| 21      | Eliška Martínková      | Rep. Ceca   | 1h34'45" | ~                                        |
| 22      | Kiriaki Filtisakou     | Grecia      | 1h34'55" | Miglior prestazione personale stagionale |
| 23      | Brigita Virbalytė      | Lituania    | 1h35'36" | Miglior prestazione personale stagionale |
| 24      | Robyn Stevens          | Stati Uniti | 1h36'16" | ~                                        |
| 25      | Carolina Costa         | Portogallo  | 1h36'31" |                                          |
| 26      | Karla Jaramillo        | Ecuador     | 1h36'36" |                                          |
| 27      | Ángela Castro          | Bolivia     | 1h36'52" | Miglior prestazione personale stagionale |
| 28      | Christina Papadopoulou | Grecia      | 1h37'20" | PZ120 >                                  |
| 29      | Enni Nurmi             | Finlandia   | 1h37'29" |                                          |
| 30      | Emily Wamusyi Ngii     | Kenya       | 1h37'43" | ~                                        |
| 31      | Evelyn Inga            | Perù        | 1h38'23" | >                                        |
| 32      | Inês Henriques         | Portogallo  | 1h38'32" |                                          |
| 33      | Galina Yakusheva       | Kazakistan  | 1h38'47" |                                          |
| 34      | Priyanka Goswami       | India       | 1h39'42" | ~                                        |
| 35      | Miranda Melville       | Stati Uniti | 1h39'58" | >                                        |
| 36      | Rachelle de Orbeta     | Porto Rico  | 1h41'55" | ~                                        |
| -       | Valeria Ortuño         | Messico     | dnf      |                                          |
| -       | Hanna Shevchuk         | Ucraina     | dnf      |                                          |
| -       | Nicole Colombi         | Italia      | dq       | TR54.7.5 >                               |
| -       | Maidy Monge            | Guatemala   | dq       | TR54.7.5 ~                               |
| -       | María Pérez            | Spagna      | dq       | TR54.7.5 ~ >                             |